# 2019年呂宋地震
2019年呂宋地震是2019年4月22日于菲律宾呂宋島发生的地震，震级6.1級。此次地震造成至少18人死亡，282人受傷。儘管地震震央位於三描礼士省，但大部分的基础设施损坏損壞發生在鄰近的邦板牙省，該省有29座建築物遭到破壞。

## 地质背景与观测研究
- 1968年（卡西古蘭）（英语：1968 Casiguran earthquake）
- 1970年[7]
- 1977年（卡加延河谷）[8]
- 1985年[9]
- 1990年
- 1999年（英语：1999 Luzon earthquake）

起初菲律賓火山暨地震研究所報告指三描礼士省聖馬塞林以北兩公里在菲律賓標準時間下午5時11分發生一場5.7級地震。其後，研究所發佈新報告，上調地震強度至6.1級，並將震央修訂為聖馬塞林以北18公里，即位於聖馬塞林東部的Brgy. Buhawen、聖托馬斯河以東、靠近受災嚴重的邦板牙省的佛羅里達布蘭卡和蒲辣。中央吕宋、馬尼拉大都會、卡拉巴松部分地區都感受到五級震感。地震後總共發生至少640場餘震，但只有8場有震感。
菲律宾國內地質學家指出，虽然地震震央位於三描礼士省，但該省成功倖免於難。而鄰近的邦板牙省則受到嚴重破壞，皆因邦板牙省地底是軟沉積物和沖積層泥土。當局暫時不能確認地震是因哪個斷層活動而起，但三描礼士東斷層東面的依巴（Iba）斷層有著最大可能性。
菲律賓火山暨地震研究所指出皮纳图博火山並沒有出現「異常活動」，並強調地震將不會令火山出現爆發。1990年，呂宋發生一場7.7級大地震，相信觸發了皮纳图博火山在翌年出現火山爆發。

## 震害情况
截至2019年4月23日，菲律宾國家減災和管理委員會證實，地震中有16人死亡，另外112人受傷和14人失蹤。
| 地區     | 地區     | 死亡人數 |
| -------- | -------- | -------- |
| 蒲辣     | 超市     | 5        |
| 蒲辣     | 其他地区 | 7        |
| 勞布     | 勞布     | 2        |
| 聖馬塞林 | 聖馬塞林 | 1        |
| 安吉利斯 | 安吉利斯 | 1        |
| 總數     | 總數     | 16       |

### 電力供應
巴丹省、拉乌尼翁省、邦阿西楠省都據報出現電力中斷的情況。奎松省、八打雁省、南甘馬粦省、索索貢省四個省的部分地區也一度出現電力中斷，其後已經恢复正常。地震後，菲律賓國家電力網公司向呂宋地區發出黃色警告。

### 建筑设施
邦板牙省省長莉利亞·皮內達表示，地震令省內建築物遭到破壞，包括蒲辣的四層高的柱桑超級市場、克拉克国际机场主要候機大堂、勞布和蒲辣的古舊教堂。其中，位於蒲辣的19世紀建築物亞歷山大的聖凱瑟琳教堂的石鐘樓在地震後倒塌。由於柱桑超市倒塌，內政及地方政府部下令所有柱桑超市和分店即時暫停營業，同時就樓齡4年的超市倒塌事件進行調查。
地震後，所有級別的課堂都即時暫停。地震災區範圍內的多間學校、學院和大學都宣布4月23至24日停課。教育部下令查勘災區內的校舍大樓和設施。據報馬尼拉聯合國大道上的埃米利奧·阿奎納多學院出現傾斜的情況，該棟10層高大樓挨近鄰近建築物，令玻璃鋼露台撞向其他大樓。固中原因或與土壤液化或地下土壤流失有關。聯合國大道的其中一條行車線在事後被封鎖，檢查確保司機能夠在路上安全駕駛後才解封。由私人和政府結構工程師組成的評估小組表示，該建築的結構完整性維持不變。
菲律宾國家灌溉管理局指出，中央吕宋地区有5座大壩受損，需要即時復修，造成2億披索的損失。

### 交通
馬尼拉都會區的所有列車服務即時暫停，以讓工作人員進行全面檢查。列車服務將會在檢查報告發布並證實鐵路系統沒有受到破壞後重啟。當局在域滔站的樑木上發現裂痕，但交通部表示裂痕只是在表面上，並沒有影響結構；同時相信與地震無關，而是之前留下來的。

## 搜救工作
地震後當局即時開展搜救行動，救出蒲辣柱桑超級市場的被困者。行動一度因為一場4.5級餘震而暫停。